# 余洒度
余洒度（1898年—1934年），湖南平江人，中國軍事、政治人物，中國共產黨、中國工農紅軍早期領導人。

## 進入黃埔軍校與加入中共
1922年，平江發生農民運動時，接受共產主義思想，1924年，考入黃埔軍校第二期，在周恩來的影響下加入中國共產黨，是黃埔軍校內中國青年軍人聯合會主要成員，也是黃埔軍校血花劇社的重要演員。1926年7月，受命潛入武漢組織兵變。1927年6月，任張發奎的國民革命軍第四集團軍第二方面軍總指揮部警衛團中校團附建第一營營長，該團骨幹大部來自葉挺獨立團。

## 秋收起义
1927年8月，盧德銘、余灑度率領警衛團參加南昌起义，部隊未開到南昌，起義軍已經南下，警衛團遂輾轉在湘鄂贛邊界地區。期間盧德銘離開部隊尋找黨組織，余灑度代理警衛團團長職務。他帶領部隊來到修水縣，與羅榮桓帶領的農民武裝取得聯繫，以江西省防軍第一師的名義逐漸擴大力量。
1927年9月9日，中共在湘赣边界發動秋收起义。駐修水的武漢国民政府警衛團、安源路礦工人，平江、瀏陽農民義勇軍纷纷起事，各路起义军先攻克平江、瀏陽，然後包抄長沙，但先在平江、瀏陽先後失利，又因收编部队叛乱及临时组成的农军经验不足，導致溃不成军。根據中共黨組織的決定，湘贛邊界參加秋收暴動的各支隊伍，集中整編為中國工農革命軍第一軍第一師，一共三個團，余洒度任師長，毛澤東任師黨代表，原駐修水縣武漢國民政府警衛團團長盧德銘任秋收暴動總指揮，共5000多人。
9月19日，起义军余部在文家市汇合，余灑度主張進攻長沙，毛澤東說服大家放棄，主张「向江西省萍乡退却」。毛澤東則計畫將部隊帶往南去一百七十公里的井岡山，指揮官們都不同意進山，但最後勉強服從了毛澤東，因為毛澤東是唯一在場的党代表。20日，从文家市出发之後突然遭到袭击，总指挥盧德銘陣亡。途中在江西萍乡确定向井岡山进发，9月29日，抵达江西省永新县三湾村，在“泰和祥”杂货铺召开中共前敌委员会扩大会议，原本5000多人的队伍，这时只剩下不足千人，隨後即進行著名的「三灣改編」。
10月中旬，余灑度在湖南酃縣水口脫逃部隊。10月19日，余灑度輾轉來到上海，向當時設在上海的黨中央寫了《警衛團及平瀏自衛軍合併原委參加此次兩湖戰役報告略書》的工作彙報，該文章刊登在中央內部秘密刊物《中央政治通訊》第13期，此後余灑度逐漸脫離中國共產黨組織。

## 脫離中共、進入國民黨與被蔣介石槍決
1929年，余灑度參加譚平山、章伯鈞等人組織的中華革命黨。1930年5月，鄧演達秘密返回上海，創建了中國國民黨臨時行動委員會，余灑度加入並受鄧演達的委託籌建黃埔革命同學會，號召黃埔學生反對蔣介石。之後南京國民政府通緝鄧演達，1931年8月17日，鄧演達、余灑度先後在上海被捕。11月29日，鄧演達被殺害，而余灑度則表示願意「悔過自新」，之後進入了中央軍校特別訓練班學習。
1932年3月，復興社成立，余灑度成為該社的一個重要成員，在政訓研究班學習結束後，他與同班畢業學員五百餘人組成華北宣傳隊，赴華北進行宣傳活動。
1933年，成為國民革命軍第61軍政訓處少將處長。1934年，北平憲兵團團長蔣孝先檢舉余灑度販毒，他旋即被逮捕押往南京，被蔣介石親自下令槍決。